# Епей

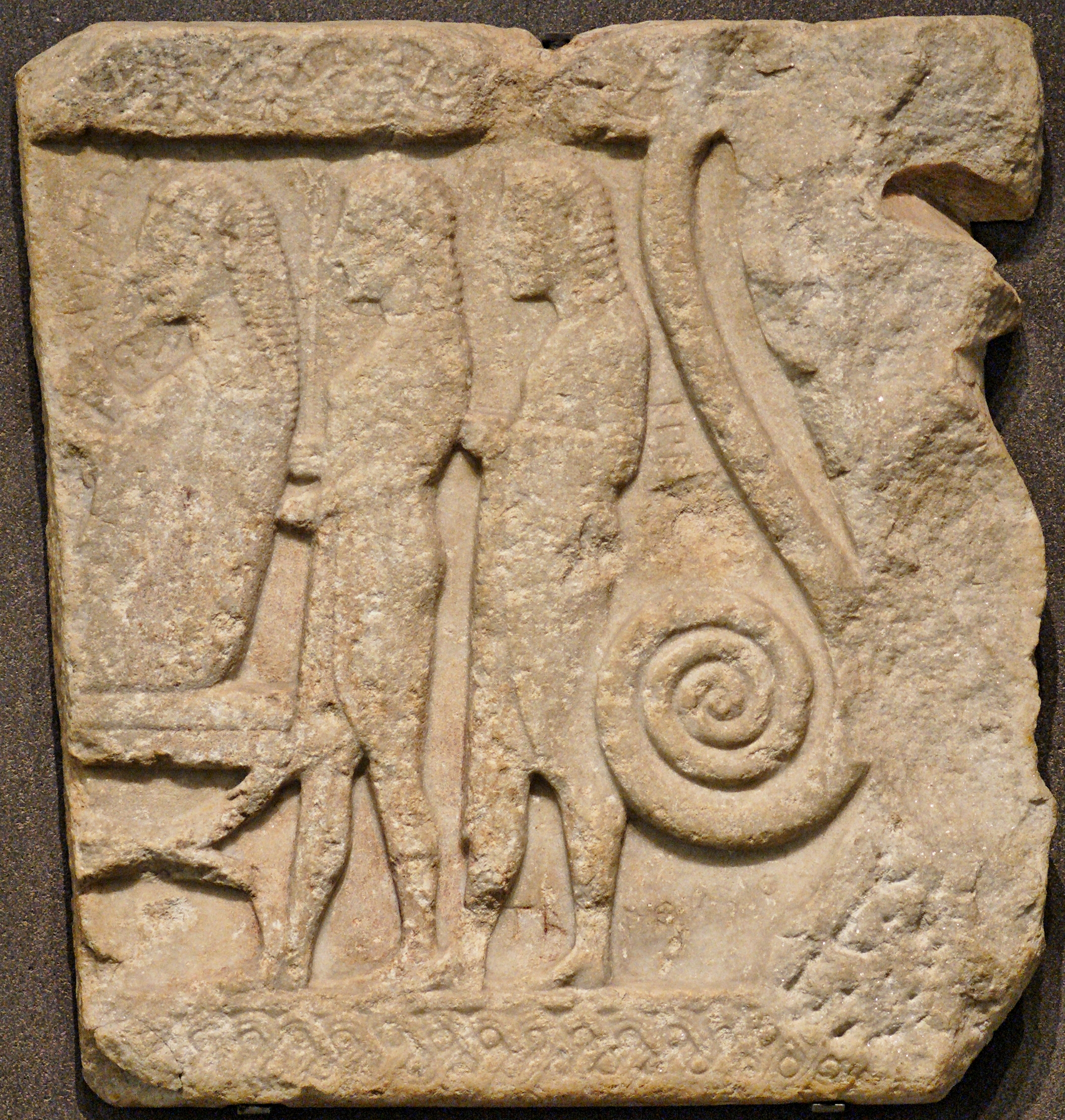
Агамемнон, Талфібій та Епей, Самотракі

Епей (грец. Ἐπειός) — ім'я двох персонажів давньогрецької міфології.
Перший — син Ендіміона, який переміг у змаганнях своїх братів і за це дістав верховну владу в Еліді. Звідси походить стара назва мешканців Еліди — епейці;
Другий — син Панопея, скульптор, який брав участь у Троянській війні. Афіна і Арес покарали Панопея за недотримання клятви тим, що Епей народився боягузом. Епей був наділений великою силою, переміг у змаганнях з кулачного бою на честь загиблого Патрокла, проте зазнав ганебної поразки в метанні диска. Особливо відомий тим, що спорудив Троянського коня, до чого майстра спонукала Афіна, щоб прославити Епея. Але Одіссей через боягузтво Епея присвоїв заслуги того собі, твердячи, що сам вигадав цю хитрість. Також Епей прославився створенням дерев'яної скульптури Гермеса.